# Jean-Baptiste Bessières
Jean Baptiste Bessières (6. srpna 1768 v Prayssacu (Francie) — 1. května 1813 Rippach u Lützenu, dnes SRN), vévoda z Istrie. Byl francouzský maršál doby prvního císařství.

## Život
Bessières byl synem chirurga, který sídlil v jihofrancouzském malém městečku Praysacu (dnes cca 2500 obyv.) a žil v skromných majetkových poměrech. Jean-Baptiste byl tichý poslušný, zbožný chlapec a byl určen též k dráze chirurga. Vystudoval na slavné lékařské fakultě v Montpelier, ale musel si pak na živobytí přivydělávat i bradýřstvím a vlásenkářstvím. Nadšen revolučními myšlenkami vstoupil roku 1790 jako prostý voják (spolu se svým celoživotním přítelem, pozdějším maršálem Muratem) do konstituční gardy Ludvíka XVI. Po rozpuštění královské gardy (1792) vstoupil do armády a sloužil pak v Pyrenejích a roku 1794 byl povýšen na kapitána. Jeho hvězdná hodina udeřila, když potkal generála Bonaparte v roce 1796 a účastnil se jeho prvního italského tažení. Zde se vyznamenal a upozornil na sebe svého vrchního velitele, který mu svěřil vytvoření a velení jezdecké gardové jednotky. S generálem Bonaparte se v hodnosti plukovníka účastnil i egyptského tažení v letech 1798-1799. Při kampani se vyznamenal zejména v bojí u St. Jean d’ Acre (21. března – 21. května 1799) a v pozemní bitvě u Abukiru (25. července 1799). S Bonapartem se vrátil do Francie a při převratu 18. brumaire (9. listopadu 1799) stál pevně na jeho straně. V bitvě u Marenga (14. června 1800) zazářil spolu s generálem Kellermannem provedením jezdeckého útoku, kterým přinutil Rakušany k ústupu. Jako poslední z budoucích císařských maršálů byl povýšen roku 1800 do hodnosti brigádního generála a pak 13. září 1802 na divizního generála. Konečně 19. května 1804 byl jmenován maršálem císařství. Po návratu z Egypta navázal v rodném Prayssacu známost se svou příbuznou Marie-Jeanne Lapeyriere, krásnou, oduševnělou praktikující katoličkou a mezi oběma vzniklo pevné citové pouto, které vydrželo až do Bessieresovy smrti (svatba 1801).

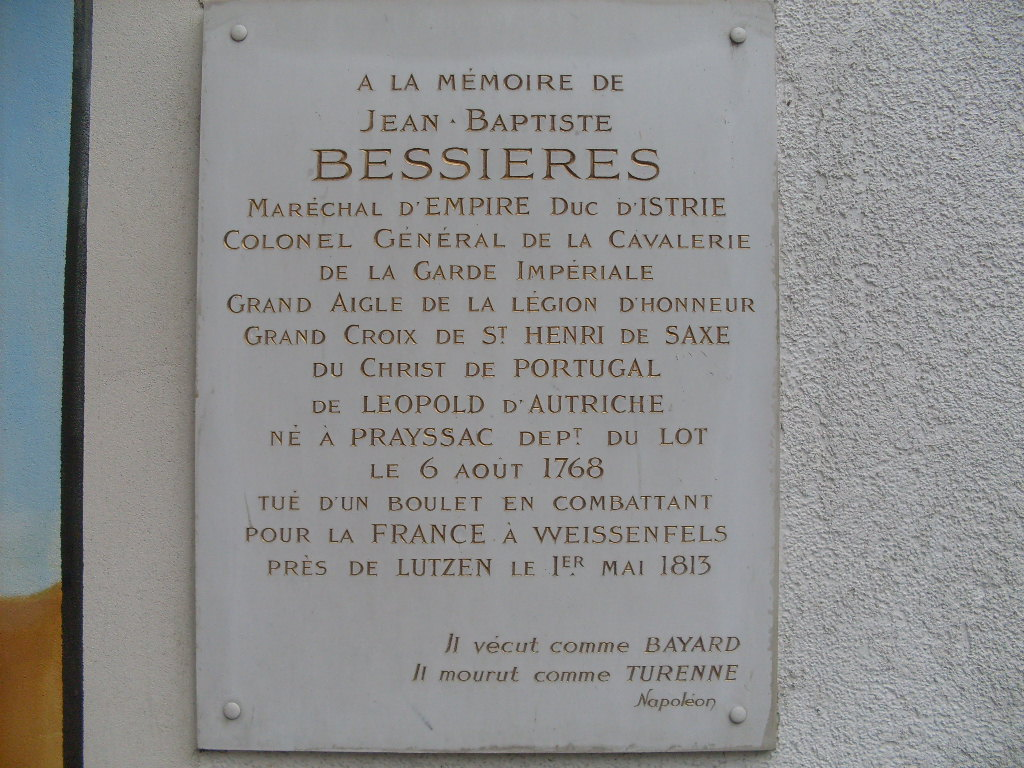
Pamětní deska v Rippachu.

V tažení 1805 proti Rakousku a Rusku i v taženích 1806-1807 proti Prusku a Rusku velel gardové kavalerii. V bitvě u Slavkova (2. prosince 1805) spolu s generálem Rappem vedl slavný útok proti jízdní gardě velkoknížete Konstantina. V bitvě u Jeny (14. října 1806) vedl se zdarem jezdecký sbor. Byl mimořádným vyslancem císaře Napoleona roku 1808 při účasti na svatbě Jeroma krále vestfálskéhgo s princeznou Kateřinou Württemberskou ve Stuttgartu. V květnu 1809 byl povýšen do šlechtického stavu s titulem vévoda z Istrie. V letech 1808-1809 velel ve Španělsku I. sboru a byl úspěšný. Ve spolupráci s generálem Lassalem zvítězil v bitvě u Medina del Rio Seco (14. července 1808). Ve válce roku 1809 proti Rakousku velel reservnímu jízdnímu sboru, na jehož čele vítězně bojoval u Landshutu (20. dubna 1809) a Eckmühlu (Eggmühlu, 21.a 22. dubna 1809). V bitvách u Aspern (Esslingen 21.a 22. května 1809) a u Wagramu (5. a 6. července 1809) vedl nejvýznamnějšé jezdecké útoky a u Wagramu byl raněn. Po Schönbrunnském míru (14. října 1809) byl Bessieres pověřen vrchním velením v Holandsku, kde předtím kapitulovaly anglické jednotky zablokované na ostrově Walcheren. Roku 1811 byl maršál Bessieres guvernérem Kastilie a Leonu, ale roku 1812 následoval Napoleona v čele silného jezdeckého sboru na ruské tažení. Na ústupu z Moskvy osvědčil statečnost a chladnokrevnost. Vyznamenal se především obranou hlavního stanu v bojích u Malojaroslavce (24. a 25. října 1812) při útoku 8000 kozáků. V německém tažení roku 1813 se stal vrchním velitelem celého francouzského jezdectva. Když mezi Weißenfelsem a Lützenem u vesnice Rippach l. května 1813 byla jeho jednotka ostřelována Wintzingrodeovou artilerií popojel maršál Bessieres poněkud kupředu na svém koni, aby nepřátelskou baterii lépe identifikoval. Dělová koule dopadla na pole před ním. Odrazila se od země a zasáhla maršála do hrudníku, který zcela roztříštila. Maršál zemřel téměř okamžitě. Maršál Bessieres je pohřben v kryptě pařížské Invalidovny a jeho jméno je vyryto na Vítězném oblouku. Je málo známo, že maršál Bessieres byl jako jeden z mála Napoleonových maršálů hluboce věřícím aktivním křesťanem a svým přesvědčením se nikdy netajil. Jeho synovi odkázal Napoleon I. na Svaté Heleně 100 000 franků. Roku 1845 postavilo jeho rodné město Prayssac na náměstí maršálovu sochu, která je ozdobou náměstí dodnes.

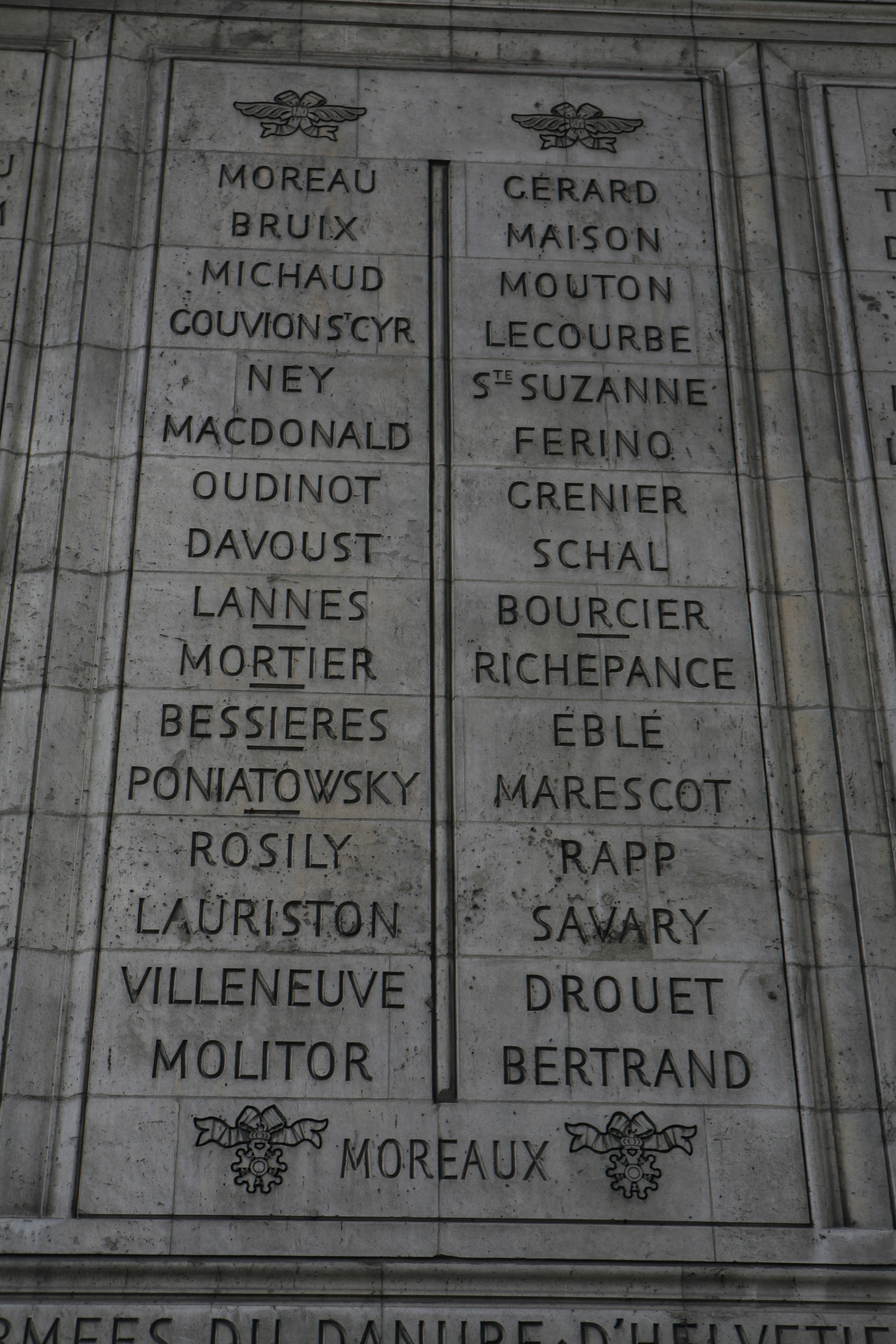
Rytina na Vítězném oblouku (Arc de Triomphe).

## Význam
Maršál Bessieres byl velmi rozvážný velitel, čestný, slušný člověk, který postupem času se vypracoval mezi nejuznávanější jezdecké celebrity Velké armády. Nesmírně statečný, dobrý taktik bez integrujících strategických ambicí. Zůstal celý život skromný, bez touhy po penězích, absolutně věrný svému veliteli a vzoru Napoleonovi. Císař si Bessierese vážil a jeho smrtí byl zarmoucen. Po jeho smrti Napoleon prohlásil „Bessieres a vecu comme Bayard et il est mort comme Turenne” (Bessieres žil jako Bayard a zemřel jako Turenne).